# Pennell Bank
Die Pennell Bank (englisch) ist eine submarine Bank auf dem antarktischen Kontinentalschelf. Sie liegt im östlichen Teil des Rossmeers.
Die Benennung der Bank ist seit Februar 1964 vom Advisory Committee on Undersea Features anerkannt. Namensgeber ist Harry Lewin Lee Pennell (1882–1916), Erster Offizier an Bord der Terra Nova bei der Terra-Nova-Expedition (1910–1913) des britischen Polarforschers Robert Falcon Scott.